# Bombus sylvarum
Bombus sylvarum (Джміль лісовий) — вид перетинчастокрилих комах родини Бджолині (Apidae) роду Джміль (Bombus).

## Опис
Джміль середніх розмірів: цариця сягає 16-18 міліметрів у довжину і жінок в 10-15 міліметрів. Верх тіла жовтувато-сірий. На спинці нечітка чорна перев'язь. Вершина черевця у червоних і жовтих волосках.

## Розповсюдження
Зустрічається у степовій і лісовій зоні від Західної Європи до Сибіру.

## Спосіб життя
Мешкає на сухих луках. Гнізда влаштовує на поверхні ґрунту та в норах гризунів.